# Aitor Galdós Alonso
Aitor Galdós Alonso (Ermua, Biscaia, 9 de novembre de 1979) és un ciclista basc, ja retirat, que fou professional des del 2004 fins al 2012. Combinà la carretera amb el ciclocròs.
En el seu palmarès destaquen algunes victòries d'etapa en curses d'una setmana, com ara la Volta a Dinamarca o el Tour de la Regió Valona. El 2009 finalitzà setè a la Milà-Sanremo.

## Palmarès en ruta
- 2003
  - Campió de Biscaia en ruta
  - Vencedor d'una etapa del Circuito Montañés
- 2004
  - 1r al Giro del Llac Maggiore
  - Vencedor d'una etapa del Circuito Montañés
  - Vencedor d'una etapa de la Volta al Marroc
- 2006
  - Vencedor d'una etapa de la Volta a Dinamarca
  - Vencedor d'una etapa del Tour de la Regió Valona

### Resultats al Giro d'Itàlia
- 2008. No surt (7a etapa)

### Resultats a la Volta a Espanya
- 2012. 173è de la classificació general

## Palmarès en ciclocròs
- 1997
  -  Campió d'Espanya de ciclocròs júnior
- 2010
  - 1r al ciclocròs de San Sebastian de los Reyes[4]